# 耶洛克里克鎮區 (北卡羅萊納州葛蘭姆縣)
耶洛克里克鎮區（英語：Yellow Creek Township）是位於美國北卡羅萊納州葛蘭姆縣的一個鎮區。

## 地方資料
耶洛克里克鎮區的面積為190.62平方千米，皆為陸地。根據2020年美國人口普查的數據，當地共有人口1037人，而人口密度為每平方千米5.44人。